# 사이토 카즈요시
사이토 카즈요시(斉藤 和義, 1966년 6월 22일 ~ )는 일본의 남성 싱어송라이터이다. 도치기현 시모쓰가군 미부정 출신, 사쿠신 고등학교 졸업, 야마나시 가쿠인 대학 중퇴.

## 내력
- 중학생 시절 야구부에 재적, 3년간 하루도 안쉬고, 연습을 했지만, 항상 보결이였다. 야구를 할때는 오른쪽으로 던지고 왼쪽으로 쳤다.[1]

- 야마나시 가쿠인 대학을 2년생에 중퇴하고, 고향으로 돌아갔던, 21세 때, 친구로부터 "도쿄로 가서 음악하자!" 라고 설득받았던 것을 계기로 단신 상경
- 1992년에 TBS의 오디션 방송인, "토요일 우리집의 텔레비전・미야케 유지의 천하공인이네요(星期六我家的電視・三宅裕司の天下御免ね)"에 출연(5주 토너먼트)한후, 1993년에 『내가 본 비틀즈는 TV의 안속(僕の見たビートルズはTVの中)』으로 데뷔
  - 상경후, 확고한 음악활동을 하지 않았던 사이토를 보다 못한 누나가, "너는 나갈 용기가 없을 뿐"이라는 말을 듣고 분발하여, 이 방송에 응모를 결심한 것이다[2]

- 당시 어커스틱(acoustic)기타에 하모니카의 연주를 하는 그의 스타일은, 포크뮤직으로 보이지만, 본인은 "탐욕으로 음악을 하고있는 거냐!"라는 생각이 강하게들어, 그 갭에 망설였다고 한다, 데뷔 당시의 캐치프레이즈는 포크 송을 연상시킨다.
- 1994년, 3번째 싱글 "너의 얼굴이 좋아(君の顔が好きだ)"가 오사카를 거점으로 하는 라디오 방속국 FM802의 방악(邦楽) 헤비 로테이션에 채용되어 그것을 계기로 관서 지역의 지명도가 상승했다.
- 1994년, "걸어서 돌아가자(歩いて帰ろう)"가 후지TV 어린이 프로그램 《폰키키즈》의 주제가로 쓰이면서 주목받았으며 그 후 발매한 많은 노래들도 CM송으로 사용됐다.
- 1995년, 동년대의 일반 여성과 결혼. 라이터 활동을 하고있던, 부인과의 만남은 잡지의 취재현장이였다.
- 그 후에도 CM곡 등으로 지명도를 올리면서 팬층을 넓히고있다. 컴필레이션 앨범에 참가하거나, 퍼피, 간자니∞등에게 노래를 제공하거나, 형제 듀오 <히라카와치 잇쵸메>를 발굴해내 프로듀스 활동도 하였다. 라이브 하우스에서 무도관 페스티벌 출연도 해낸다.
- 1997년에 발매한 싱글 "노래꾼의 발라드(歌うたいのバラッド)"는 2004년에 뱅크 밴드가 커버한 것으로 다시 각광 받았다. 2008년 1월, 뱅크 밴드가 뮤직 스테이션에 출연했을때, 보컬 사쿠라이 카즈토시는 "노래꾼의 발라드는 계속 노래하고 싶은 곡이었다고" 하였다. 노래하고 싶은 발라드는 오야마 유리카, aluto 등이 커버하기도 했다.
- 2003년, 앨범 "NOWHERE LAND"의 프로모션 중에 십이지장궤양천공을 앓아 이후 반 년간 활동 중단을 하게 되었다. 나중에 이 당시를 회상한 사이토 카즈요시는 "정말 음악을 그만 할까 하고도 생각했다" 라고 말했다.

## 음반 목록

### 싱글
- 〈보쿠가 미타 비틀즈와 TV노 나카〉 (1993년)
- 〈Rain Rain Rain〉 (1993년)
- 〈기미노 가오가 스키다〉 (1994년)
- 〈아루이테카에로〉 (1994년)
- 〈카노조〉 (1994년)
- 〈dé jà vu〉 (1994년)
- 〈포스트니 마요네즈〉
- 〈우타우타이노 발라드〉 (1997년 11월 21일)
- 〈허밍 버드〉 (2006년)
- 〈야부레타 가사니 쿠치즈케오〉 (2006년)
- 〈웨딩 송〉 (2007년)
- 〈기미와 보쿠노 나니가 스키니 낫탄다로 / 베리 베리 스트롱: 아이네 클라이네〉 (2007년)
- 〈니지〉 (2007년)
- 〈야 무조〉 (2008년)
- 〈오츠카레사마노쿠니〉 (2008년)
- 〈돈 워리 비 해피〉 (2009년)
- 〈COME ON!〉 (2009년)
- 〈즛토 스키닷타〉 (2010년)
- 〈야사시쿠 나리타이〉 (2011년) 드라마 《가정부 미타》 주제가
- 〈월광〉(2012년)

### 앨범
- <푸른하늘아래> (1993년)
- <멋진 냄새의 세계> (1994년)
- <WONDERFUL FISH> (1995년)
- <FIRE DOG> (1996년)
- <딜레마> (1997년)
- <Because> (1997년)
- <COLD TUBE> (2000년)
- <35 STONES> (2002년)
- <NOWHERE LAND> (2003년)
- <청춘 블루스> (2004년)
- <우리들의 록큰롤> (2006년)
- <아이 러브 미> (2007년)
- <달이뜨면> (2009년)
- <ARE YOU READY?> (2010년)
- <45 STONES> (2011년)

### 베스트 앨범
- <Golden Delicious> (1998년)
- <Collection "B"> (2000년)
- <백반> (시로반) (2005년)
- <흑반> (쿠로반) (2005년)
- <노래쟁이 15 SINGLES BEST 1993~2007> (2008년)
- <Collection "B" 1993~2007> (2008년)